# Callum Moore
Callum Moore (* 22. März 2000) ist ein schottischer Fußballspieler, der bei Forfar Athletic unter Vertrag steht.

## Karriere
Callum Moore spielte bis zum Jahr 2019 in der Jugend des FC Dundee. In Dundee spielte er bis zu der U-20-Mannschaft, bevor er sein Debüt in der ersten Mannschaft des Vereins in der Scottish Premiership gab. Am 23. Januar 2019 debütierte er in der Saison 2018/19 gegen Heart of Midlothian, als er für Nathan Ralph eingewechselt wurde. Im weiteren Saisonverlauf kam er zu drei weiteren Ligaspielen für den Verein, darunter ein Startelfeinsatz gegen den FC Aberdeen am 6. April 2019.